# Aufgang
Aufgang est un groupe musical international, réunissant le pianiste Rami Khalifé et le batteur Aymeric Westrich. Aufgang, comme le définit Pitchfork, « mélange avec virtuosité, piano, batterie et électronique, un pied dans les clubs, l’autre dans les conservatoires ».

## Histoire
À l'origine, le groupe est un trio composé de Rami Khalifé, Aymeric Westrich et du pianiste Francesco Tristano. Khalifé et Tristano étudiaient en même temps à la prestigieuse Juillard School à New York où ils commencèrent à mélanger des éléments classiques avec l'électronique. En 2005, le trio apparait initialement au festival espagnol Sónar. Le premier album du trio, éponyme, sort en 2009 ; il est très bien reçu par la presse spécialisée. Ainsi, Magic qualifie ce disque de « brillant de bout en bout » et lui accorde la note de 4 sur 5. De son côté, Trax le gratifie d'un 8 sur 10.
Le 11 février 2014, le groupe annonce le départ de Francesco Tristano et la poursuite du groupe sous la forme d'un duo.

## Discographie

### Participations
- 2010 : Various Artists - Introducing Infiné (InFiné)
- 2011 : Various Artists - Remixing Infiné (InFiné)